# ماموث
المَامُوث أو البَهْمُوث أو الصَّنَّاجة (باللاتينية: Mammuthus) هو جنس من الثديات الفيلية من فصيلة الفيلة، وهو فيل ضخم منقرض كان يعيش في أوروبا الوسطى قبل مليون سنة، حدد ارتفاعه بنحو 4. 5 متر حتى (غاربه) منكبيه، وقد عاصر الإنسان ما قبل التاريخ وفي سيبيريا بنوع خاص. وقد اكتشفت أول جثة كاملة لفيل الماموث عند مصب نهر لينا شمال سيبيريا وهي مدفونة تحت طبقة من الجليد الذي حفظها سليمة تماماً منذ آلاف السنين وذلك في عام 1798، وهو بأنياب معقوفة وشعر بري. وقد عاصر وحيد القرن الصوفي (النمر السيفي الضخم).

## التطور
أقدم الخرطوميات المعروفة، وهي الفرع الحيوي الذي يحتوي على الأفيال، كانت موجودة منذ حوالي 55 مليون عام حول منطقة بحر تيثيس.  أقرب أقرباء الخرطوميات هم الخيلانيات والوبريات.  من المعروف أن فصيلة الفيليات كانت موجودة منذ ستة ملايين عاماً في إفريقيا، والتي تشمل الأفيال الحية والماموث. من بين العديد من الحيوانات المنقرضة الآن، فإن المستودون ليس سوى قريب من الماموث، وجزء من فصيلة (Mammutidae) المنقرضة، والتي انفصلت قبل 25 مليون سنة من تطور الماموث.

## الوصف

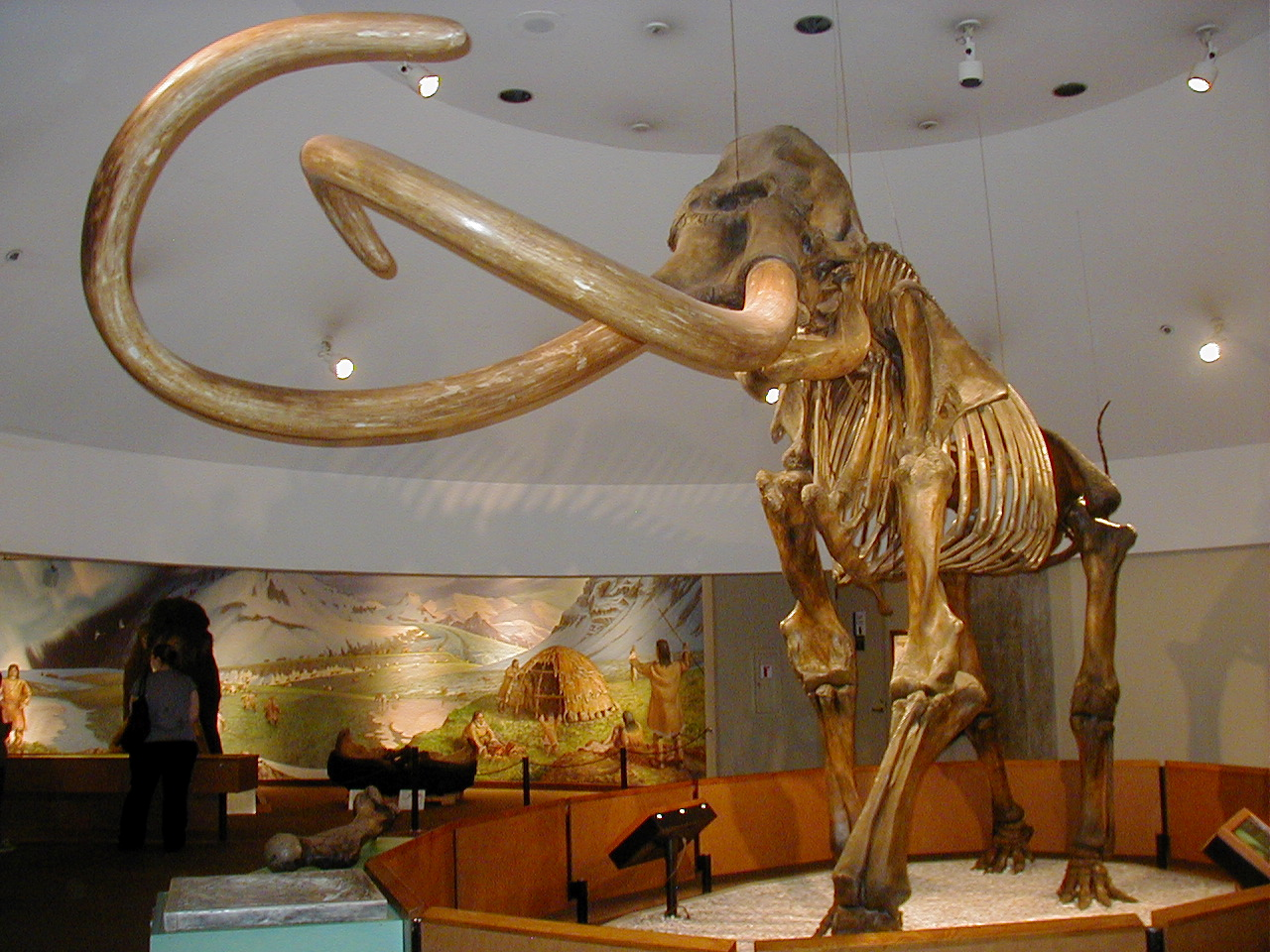
هيكل عظمي للماموث الكولومبي في Page Museum في حفر قطران لابريا

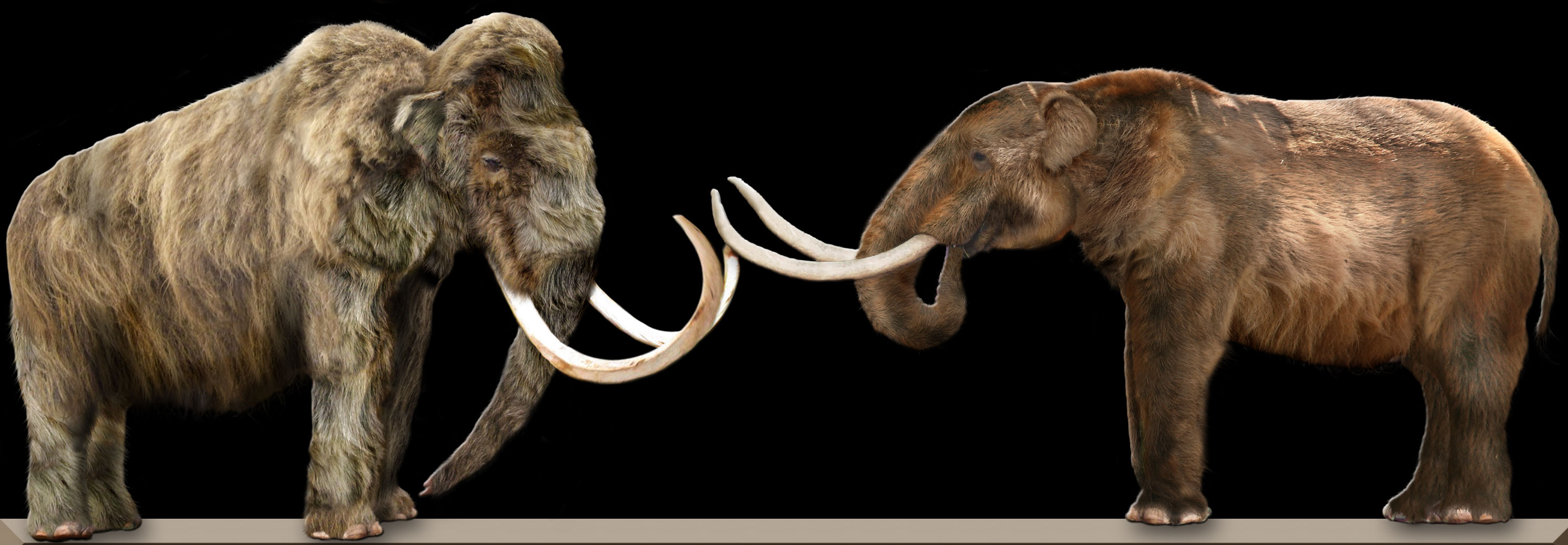
مقارنة بين الماموث الصوفي (يسار) والماستدون الأمريكي (يمين)

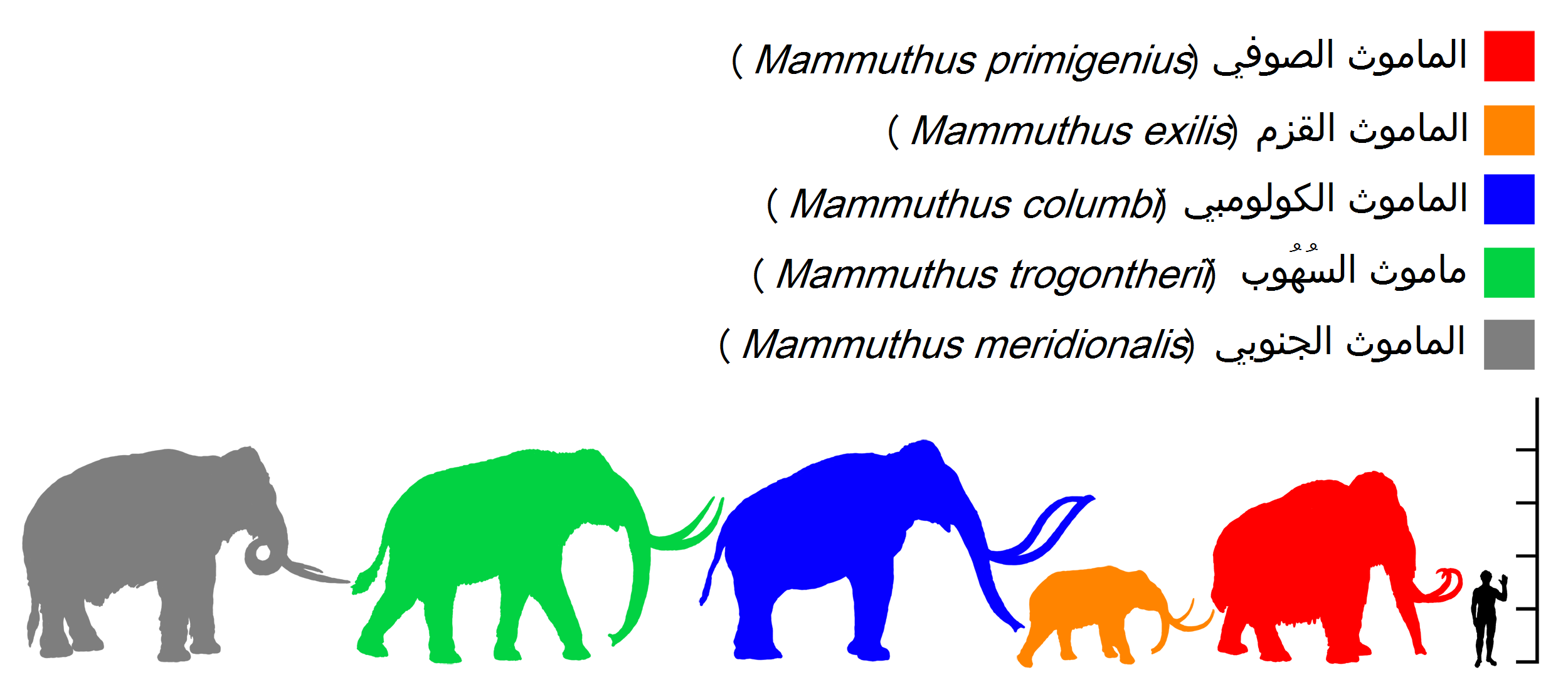
انواع الماموث

فيل الماموث القديم هو أحد أنواع الثديات من فصيلة الفيلة، وهو فيل ضخم كان يعيش في أوروبا الوسطى وانقرض قبل مليون سنة، ارتفاعه يصل حوالي 4.5 متر حتى كتيفه، وحسب المؤرخين فإنّه عاصر إنسان ما قبل التاريخ. واكتشفت أول جثّة كاملة للماموث عند مصب نهر لينا شمال سيبيريا الموجودة في روسيا، وقد كانت مدفونة تحت طبقة من الجليد حفظها سليمة تماماً دون أن تتحلل منذ آلاف السنين وكان هذا الاكتشاف في عام 1798، وقد كان يملك أنياب معقوفة وشعر بري. وقد عاصر النمر السيفي الضخم.

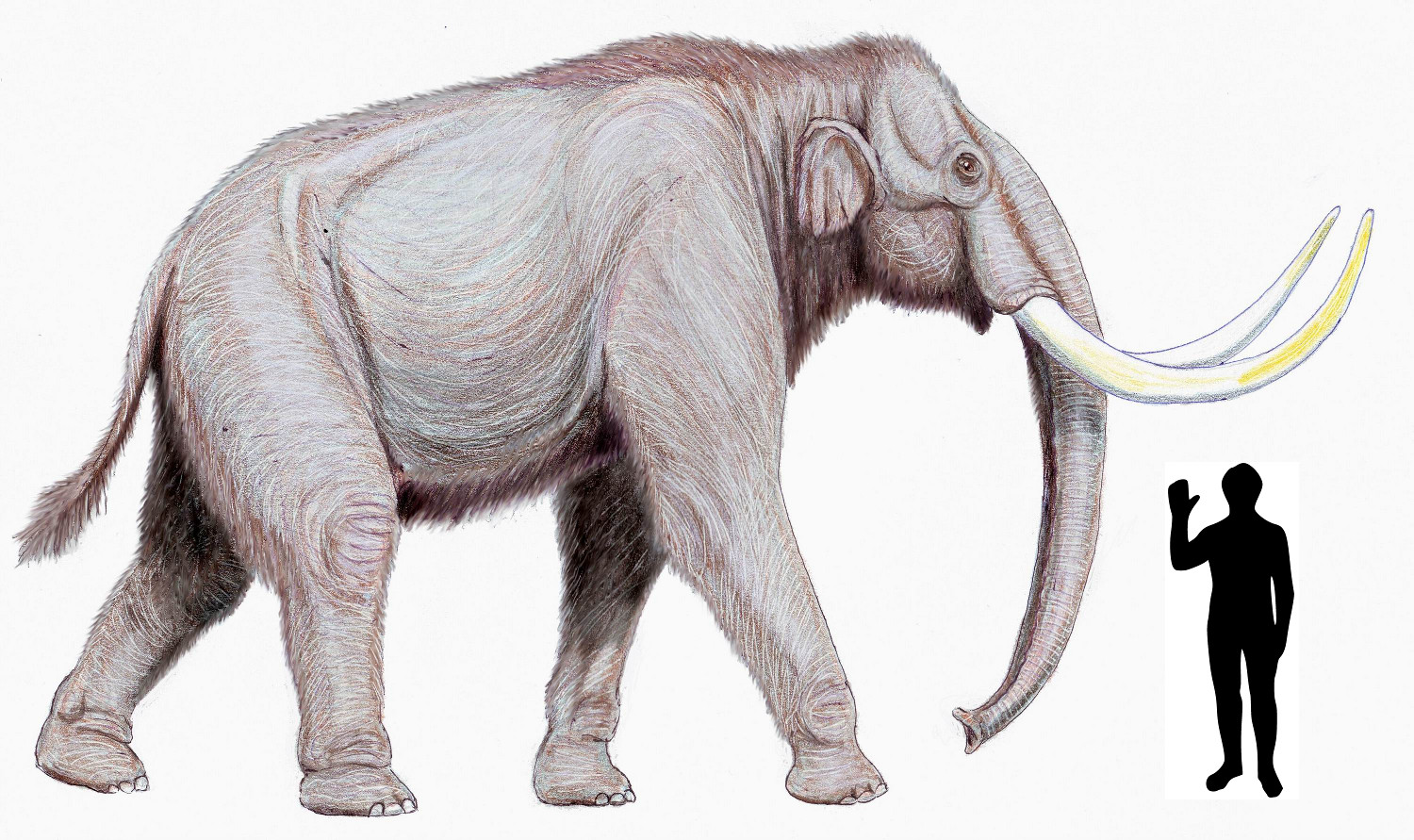
حجم ماموث السهوب

مثل قريباتهم من الفيلة الحديثة (الآسيوية أو الأفريقية)، كانت الماموث كبيرة جدًا (باللغة الإنجليزية اسم «الماموث» صفة تعني «كبير» أو «الكبير»).
بلغ ارتفاع أكبر الأنواع المعروفة «ماموث نهر سونغهوا العملاقة» ما لا يقل عن 5 أمتار (16 قدماً) إلى الكتف. والماموث تزن عادة حوالي (من 6 إلى 8 أطنان)، ولكن الذكور الكبيرة بشكل استثنائي تجاوز وزنها 12 طناً.
ومع ذلك، كانت معظم أنواع الماموث كبيرة كما الفيلة الآسيوية الحديثة. تم العثور على حفريات لأنواع الماموث القزم في جزر القناة في كاليفورنيا (ماموث المباعدة) وجزيرة سردينيا المتوسطية (ماموث لمارموري) كان هناك أيضاً سباق الماموث قزم صوفي في جزيرة وارنجل شمال سيبيريا، في الدائرة القطبية الشمالية.
المقطع العرضي للآثار أقدام الماموث (نوع من التتبع الأحفوري) في موقع هوت سبرينغز ماموث في داكوتا الجنوبية، تم اكتشاف 11 قدماً (3.4 متر) منذ فترة طويلة.
استنادًا إلى دراسات لأقاربهم الفيلة الحديثة، ربما كان للماموث فترة حمل تبلغ 22 شهرًا، مما أدى إلى واحد يولد العجل، بينما عاش القطيع بنيتها الاجتماعية وربما كان هو نفسها طريقة الأفيال الأفريقية والآسيوية، مع الإناث التي تعيش في قطعان برئاسة الأم الحاكمة، حياة الانفرادي أو تشكيل مجموعات متسعة بعد النضج الجنسي.

## الانقراض
بالرغم من كبر حجمها إلا أن لها غطاء صوفياً على جسمها يجعلها تتحمل الجليد أو درجة الحرارة المنخفضة جداً تحت الصفر، ففي انتهاء العصر الجليدي قل تواجد الماموث بسبب الحرارة العليا ولكن كان هناك دور للصيادين اللذين حاولوا اصطياده لفترة من الزمن وبعدها انقرض.[بحاجة لمصدر]
في عام 2021، خلصت دراسة باستخدام الحمض النووي البيئي القديم إلى أن انقراض الماموث كان سببه في المقام الأول تغيرات جذرية في الغطاء النباتي في نهاية العصر الجليدي الأخير الأقصى، بسبب تغير المناخ ونظام هطول الأمطار. خلال العصر الجليدي الأخير الأقصى، كان من الممكن أن يحتوي القطب الشمالي على نباتات متجانسة تتكون من نباتات مرتبطة بسهوب الماموث، مما يدعم مجتمعًا فريدًا من الثدييات التي ترعى، بما في ذلك الماموث. تسبب زيادة هطول الأمطار بعد نهاية الذروة الجليدية الأخيرة في حدوث تقلب كبير في السهوب، والذي ارتبط بانخفاض عام في تنوع الأنواع من سكاني المناطق السابقة، وليس فقط الماموث. بالإضافة إلى ذلك، وجدت الدراسة أن الماموث استمر في البر الرئيسي لفترة أطول بكثير مما كان يُعتقد سابقًا، مع تقلص توزيعه بشكل تقريبي لتتبع انكماش سهوب الماموث؛ كان ملجأهم الأخير في البر الرئيسي، شبه جزيرة تيمير، متزامنًا تقريبًا مع سكان رانغل. تشير العلاقة الوثيقة بين تناقص أعداد الماموث والسهوب، فضلاً عن الافتقار إلى التدهور المفاجئ الذي قد يرتبط بفرضية قتلهم من قِبل الإنسان، إلى أن البشر والماموث ربما تعايشوا منذ آلاف السنين، وبالتالي ربما لعب البشر دورًا ثانويًا فقط في انقراض النوع.

## العينات المحفوظة جيداً وآفاق الاستنساخ

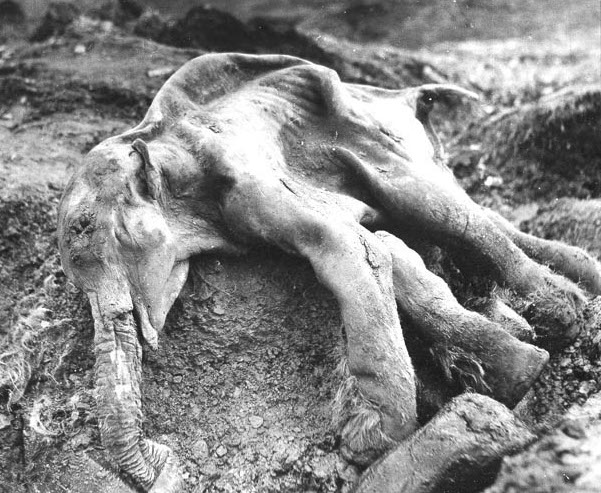
جثة لماموث قزم في بيرنجيا بسيبيريا.

في مايو 2007، تم اكتشاف جثة أنثى عمرها شهر واحد لماموث صوفي عملاقة في طبقة من الجليد بالقرب من نهر Yuribei في روسيا، حيث تم دفنها لحوالي 10,000 سنة. ورفضت أليكسي تيخونوف، وأكاديمية العلوم الروسية ونائب مدير معهد علوم الحيوان احتمال استنساخ الحيوان، كما في الخلايا اللازمة لإستنساخ كله سيكون الانفجار تحت ظروف التجميد. مع ذلك، من المتوقع أن الحمض النووي ليكون جيداً بما فيه الكفاية ليكون من المفيد الاحتفاظ للبحوث حول علم تطور السلالات العملاقة، وربما علم وظائف الأعضاء. ومع ذلك، الدكتور ساياكا أكاياما من مركز تبريد الأحياء التنموي في كوبي، اليابان، ويعتقد أنه يمكن استخدام تقنية سبق وأنها أستخدمت لاستنساخ الفئران من العينات المجمدة لمدة ستة عشر عاماً بنجاح على النسيج العملاقة المستردة: أنها يستشهد بها في التجارب التي كانت قد جمدت الفئران القتلى إلى 20 درجة مئوية تحت الظروف الطبيعية بالمحاكاة، دون استخدام المواد الكيميائية الحافظة المعتادة.
الباحثون في جامعة ولاية بنسلفانيا رتبوا حوالي 85٪ من خريطة جينية للماموث الصوفي، وذلك باستخدام حمض نووي ريبوزي منقوص الأكسجين الذي أخذ من عينات الشعر التي تم جمعها من بين مجموعة من العينات، والمضي قدما في إمكانية تحقيق الجزء أملاً في إعادة الماموث إلى الحياة عن طريق إدراج تسلسل الحمض النووي العملاقة في الجينوم للفيل في العصر الحديث، ونقل ذلك إلى خلية بويضة وبدوره، إلى رحم فيل بوصفها البديل من الحمل بين الأنواع. على الرغم من تنظيف العينات مع التبييض لإزالة التلوث الممكنة للبكتيريا أو الفطريات، قد تكون بعض قواعد الحمض النووي التي تم تحديدها يكون من تلويث الكائنات الحية، وهذه لم يمكن تمييزها. تحقيقاً لهذه الغاية، والعلماء في معهد العريضة تولد حالياً مقارنة مع جينوم الفيل الأفريقي. لا يمكن أن تكون المعلومات تستخدم لتجميع الحمض النووي العملاق، ولكن الدكتور ستيفان شوستر، زعيم المشروع، وتلاحظ أن جينات العملاقة التي تختلف في بعض المواقع 400000 فقط من الجينوم للفيل الأفريقي وكان من الممكن (ولكن ليس مع التكنولوجيا المتوفرة حالياً) لتعديل خلية الفيل في هذه المواقع لجعلها تشبه احدة تحمل جينوم ضخم في وقبل أن تتحول إلى زرع الفيل الأم البديلة.
في يناير 2011، قالت صحيفة يوميوري شيمبون أن فريقاً من العلماء برئاسة أرتاني أكيرا من جامعة كيوتو قد بنيت على البحث من قبل الدكتور أكاياما المذكورة أعلاه، قائلين أنهم سوف يعملون على استخراج الحمض النووي من جثة الصغيرة العملاقة التي تم الحفاظ عليها في المختبر الروسي وإدخاله في الخلايا البيض من الفيل الأفريقي وتأمل في إنتاج جنين العملاقة. وقال الباحثون أنهم يأملون في إنتاج ماموث رضيع في غضون ست سنوات فقط.

### إمكانية البقاء
نجاح هذه التجربة قد تكون بصير أمل لنجاحها على الماموث الذي تم استكشافه متجمداً في سيبيريا لإعادة عصر المواميث من جديد.وكذلك لأي كائنات أخرى متجمدة ومنقرضة منذ زمن بعيد.

## مزيد من القراءة
- Bahn، Paul G.؛ Lister، Adrian (1994). Mammoths. New York: Macmillan USA. ISBN:0-02-572985-3.
- Capelli، C.؛ MacPhee، R. D. E.؛ Roca، A. L.؛ Brisighelli، F.؛ Georgiadis، N.؛ O'Brien، S. J.؛ Greenwood، A. D. (2006). "A nuclear DNA phylogeny of the woolly mammoth (Mammuthus primigenius)". Molecular Phylogenetics and Evolution. ج. 40 ع. 2: 620–627. DOI:10.1016/j.ympev.2006.03.015. PMID:16631387.
- Conniff، R. (2010). "Mammoths and Mastodons: All American Monsters". Smithsonian Magazine. مؤرشف من الأصل في 2013-11-03. اطلع عليه بتاريخ 2012-03-07.
- "Mammoth genome cracked: key to cloning". COSMOS magazine. 2008. مؤرشف من الأصل في 2012-11-05. اطلع عليه بتاريخ 2012-03-07.
- "National Park Service Findings 'Good News' For Waco Mammoth Site". Baylor University. مؤرشف من الأصل في 2012-01-27. اطلع عليه بتاريخ 2012-03-07.
- Hayes، J. (2006). "Back from the dead". COSMOS magazine. مؤرشف من الأصل في 2012-03-22. اطلع عليه بتاريخ 2012-03-07.
- Keddie، G. "The Mammoth Story" (PDF). Royal BC Museum. مؤرشف من الأصل (PDF) في 2011-12-25. اطلع عليه بتاريخ 2012-03-07.
- Levy، S. (2006). "Clashing with Titans". BioScience. ج. 56 ع. 4: 292–292. DOI:10.1641/0006-3568(2006)56[292:CWT]2.0.CO;2.
- Martin، Paul (2005). Twilight of the mammoths: ice age extinctions and the rewilding of America. Berkeley: University of California Press. ISBN:0-520-23141-4.
- Mercer، Henry Chapman (2010) [1885]. The Lenape Stone: Or The Indian And The Mammoth (1885). Kessinger Publishing, LLC. ISBN:1161697535.
- Rodgers، J. (2006). "Mammoth skeleton found in Siberia". BBC News. مؤرشف من الأصل في 2019-06-05. اطلع عليه بتاريخ 2012-03-07.
- Stone، Richard G. (2003). Mammoth: The Resurrection of an Ice Age Giant. Fourth Estate Ltd. ISBN:1-84115-518-7. {{استشهاد بكتاب}}: تحقق من التاريخ في: |سنة= لا يطابق |تاريخ= (مساعدة)